# Юджині Бессерер
Юджині Бессерер (англ. Eugenie Besserer; 25 грудня 1868 — 28 травня 1934) — американська акторка.

## Біографія
Народилася в штаті Нью-Йорк у франко-канадської сім'ї. З сім'єю у дитинстві переїхала до канадського міста Онтаріо, де провела дитинство. Рано осиротівши, Бессерер була прийнята в іншу сім'ю, звідки втекла в 12 років. Повернувшись в США, вона знайшла свого дядька, який проживав в Нью-Йорку, під опікою якого й залишилася.
Акторську кар'єру почала з театральних підмостків, а на великому екрані дебютувала в 1910 році в картині «Дивовижний чарівник країни Оз» в ролі тітки Ем. Надалі акторка багато знімалася в кіно, виконавши за роки своєї кар'єри майже 200 другорядних ролей, часто граючи матерів і тіток головних героїв. Серед фільмів з її участю такі картини, як «Зґвалтована Вірменія» (1919), «Багряні дні» (1919), «Анна Крісті» (1923), «Плоть і диявол» (1927), «Співак джазу» (1927), «Леді удача» (1928), «Мадам Ікс» (1929) і «Сім осіб»(1929).
Юджині Бессерер померла від серцевого нападу в своєму будинку в Лос-Анджелесі у віці 65 років, в оточенні чоловіка Альберта В. Геґґера, з яким прожила майже 50 років. Похована на католицькому кладовищі Голгофа.

## Вибрана фільмографія
- 1910 — Дивовижний чарівник країни Оз / The Wonderful Wizard of Oz — тітка Ем
- 1919 — Зґвалтована Вірменія / Ravished Armenia
- 1920 — Що сталося з Розою / What Happened to Rosa — мадам О'Доннеллі
- 1926 — Плоть і диявол / Flesh and the Devil — мати Лео
- 1927 — Співак джазу / The Jazz Singer — Сара Рабінович
- 1929 — Спідвей / Speedway — місіс Макдональд